# Сянду
Сянду́ (кит. упр. 襄都, пиньинь Xiāngdū) — район городского подчинения городского округа Синтай провинции Хэбэй (КНР). Название района в переводе означает «Сянская столица» и отсылает к античным временам, когда здесь находился город Сянго, бывший столицей нескольких исторических государств, уделов и административных образований.

## История
Эти места населены уже более 3500 лет, именно здесь находился старый город Синтай.
В 1981 году был образован район Цяодун (桥东区, «к востоку от железнодорожного моста»). Постановлением Госсовета КНР от 5 июня 2020 года район был переименован в Сянду, при этом к нему была присоединена часть земель расформированного одновременно с этим уезда Синтай.

## Административное деление
Район Сянду делится на 7 уличных комитетов, 4 посёлка и 1 волость.